# Транспорт Миколаївської області
Миколаївська область здавна є одним з важливих центрів міжнародних економічних та транспортних зв'язків. В області діє розвинена транспортна система, яка складається із всіх видів транспорту залізничного, морського, річкового, автомобільного, авіаційного та трубопроводного.

## Транспортні коридори
Територією області проходять міжнародні транспортні коридори:
- Євразійський: Одеса — Миколаїв — Херсон — Джанкой — Керч;
- Транспортний коридор ЧЕС (Чорноморське економічне співробітництво): Рені — Ізмаїл — Одеса — Миколаїв — Херсон — Мелітополь — Бердянськ — Маріуполь — Новоазовськ.

## Автомобільний транспорт
Територію області проходять такі автомобільні шляхи державного значення: М05 (Київ — Одеса), М13 (Полтава — Кропивницький — Платонове), М14 (Одеса — Мелітополь — Новоазовськ), Н24 (Благовіщенське — Вознесенськ — Миколаїв), Н11 (Дніпро — Кривий Ріг — Миколаїв), Н14 (Олександрівка — Кропивницький — Миколаїв).
Протяжність автомобільних шляхів загального користування становить 4800 км, із них 4773 км — із твердим покриттям (99,4 % загальної довжини). Крім того, на балансі підприємств та організацій перебуває 7556,1 км відомчих шляхів, із яких 76,1 % — із твердим покриттям.

## Електротранспорт
В обласному центрі перевезення пасажирів здійснюється міським електротранспортом: довжина тролейбусних ліній 59 км, трамвайних — 73 км.

## Залізничний транспорт
Залізничний транспорт складається з локомотивого і вагонного депо, залізничних станцій: Миколаїв-Вантажний, Жовтнева, Кульбакине, Прибузька, Горохівка, парк-станції «Миколаїв-рудничний» і «Морський порт», а також Ольшанське міжгалузеве підприємство промислового залізничного транспорту, залізничні станції підпорядковані Одеській залізниці. Загалом, станом на 2019 рік налічувалося 53 станції.
Експлуатаційна довжина магістралей залізничних шляхів загального користування становить 700 км, із них 37 % — електрифікованих. Це 28,9 км шляхів на 1 тис. км² території.
Найбільші залізничні вузли: Миколаїв, Снігурівка, Підгородна.

## Водний транспорт
Водний транспорт складається з 4 морських портів і 1 річкового, а також із низки приватних терміналів.
Акваторії портів з'єднуються з морем через Бузько-Дніпровсько-лиманський канал.
Миколаївський морський торговельний порт заснований у 1862 р. Розташований у місті Миколаєві у лівого берегу закруту річки Південний Буг, за 35 км вгору за течією від місця впадання річки у Дніпровський лиман. Порт з'єднаний з морем Бузько-Дніпровсько-лиманським каналом.
Територія порту 94,0 га, акваторія — 225,0 га. Загальна протяжність 15 причалів — 2920 м (200 м — у портопункті Очаків). Припустима осадка біля причалів 10,3 м (у прісній воді).
Розрахунковий вантажообіг порту — 9 млн тонн на рік. Переважно це експортно-імпортні вантажі. В експорті головне місце посідають метал, труби, вугілля, зерно, руди, хімічні добрива, будівельні матеріали та інші вантажі, в імпорті — продовольчі товари. В порту розташований елеватор — ДП «Миколаївський портовий елеватор» — потужністю 60 тис. тонн.
Порт Ольвія був заснований у 1965 році. Розташований на лівому березі Бузько-Дніпровського лиману, на відстані 35 миль від моря, 25 км від м. Миколаєва. Порт має 7 глибоководних причалів загальною довжиною 1,9 км і спеціалізується на переробці техніки, металів, обладнання, вантажів у ящиках, контейнерах та інших генеральних вантажів. Порт оснащений критими складами загальною місткістю 40 тис. м². Площа відкритих складських площ — 240 тис. м². Проектний обсяг вантажопереробки становить 1 млн т генеральних вантажів на рік.
Дніпро-Бузький морський торговельний порт створений у 1978 р. у складі Миколаївського глиноземного заводу, нині входить до складу Миколаївського морського торговельного порту. Дніпро-Бузький морський торговий порт спеціалізується на переробці бокситів для ТОВ «МГЗ». Розташований на лівому березі Бузького лиману в районі Руської коси, за 10 км на південь від м. Миколаєва. Площа акваторії — 135 га. Площа території — 25 га. Порт має 5 причалів довжиною 810 м: три — глибоководних, для розвантаження бокситів, и два мілководних.
Миколаївський річковий порт заснований у 1882 році. ДП «Миколаївський річковий порт» АСК «Укррічфлот» включає вантажний район і пасажирську ділянку, майстерні з ремонту флоту і устаткування. Вантажний район річкового порту розташований у Миколаєві, у лівого берегу викруту річки Південний Буг, за 40 км вгору за течією від місця впадання річки у Дніпровський лиман. Річковий порт має 7 вантажних причалів довжиною 858 погонних метрів, загальна площа відкритих складських площ — 46,6 тис. м² Наявний також критий склад площею 729 м². Потужність порту з переробки вантажів становить 6 млн т на рік, у тому числі місцевих матеріалів — 3 млн т.
До складу пасажирської ділянки входить річковий вокзал (площею 1966 м², розрахований на 300 пасажирів) і 28 пасажирських причалів загальною довжиною 750 погонних метрів (7 причалів при річковому вокзалі).
Зерноперевантажувальний термінал ТОВ СП «Нібулон» зведений у 2003 р. Два зерносховища, місткістю 50 тис. т. зерна кожне, довжина причалу — 352 м. Термінал має можливість вивантаження з залізничного транспорту (пряма перевалка) 4-5 тис. т на добу; одночасної вивантаження-завантаження на судно 15 вагонів. Проектна потужність комплексу до 1,3 млн т зернових на рік.
Спеціалізований морський порт «Ніка-Терра» — перший приватний морський порт України. Розташований у м. Миколаєві, на лівому березі Дніпро-Бузького лиману. Розрахований на перевантаження 2 млн т добрив і зерновантажів на рік. Займається переважно перевантаженням російських калійних добрив.

## Авіаційний транспорт
Авіаційний транспорт представлений двома аеропортами і аерокомпаніями, які на них базуються. Комунальне підприємство «Міжнародний аеропорт «Миколаїв»» входить до складу найбільш крупних і технічно оснащених аеропортів півдня України. Аеропорт класу «В» має сучасну злітно-посадкову смугу 2 550×44 м, здатну приймати повітряні судна посадочною вагою 220 тонн і розмістити 8 літаків типу «ІЛ-76», обладнаний радіотехнічним, світлотехнічним та навігаційним устаткуванням. Аеровокзальний комплекс має пропускну здатність до 400 пасажирів на годину під час польотів на внутрішніх авіалініях та до 100 пасажирів — при польотах за кордон. Пропускна спроможність — 45 літаків на день та максимальним пасажирообігом 226 000 пасажирів на рік; вантажний термінал площею 720 м², розрахований на обслуговування 100 т вантажу. Характер транспортних потоків — пасажирський і вантажний, рейси виконуються регулярні та чартерні.
Аеродром «Кульбакине» — 1-го класу, першої категорії радіобредової системи (відстань радіолокаційного контролю за польотами літаків 300 км), обладнаний бетонною злітно-посадковою смугою 3 250×80 м і товщиною покриття 44 см, здатну приймати повітряні судна посадковою вагою 200 тонн. Наявна кількість спеціального автотранспорту дозволяє готувати до вильоту одночасно до 6 літаків типу ІЛ-76.

## Трубопровідний транспорт
Трубопровідний транспорт в області представляє Миколаївське управління магістрального аміакопроводу «Укрхімтрансаміак», яке здійснює транзит рідкого аміаку територією України з жовтня 1979 року. Довжина магістрального трубопроводу 444 км. Має можливість для транспортування рідкого аміаку до 3000 тис. т на рік. Також територією області прокладено нафтопроводи «Снігурівка-Одеса», «Кременчук-Херсон», з головними насосними станціями на нафтопроводах «Снігурівка» та «Миколаївська».